# Conger (geslacht)
Conger is een geslacht uit de familie van zeepalingen (Congridae). De soorten uit deze familie behoren tot de grootste palingsoorten ter wereld, en kunnen tot 3 meter lang worden.
De bekendste vertegenwoordiger uit deze familie is de kongeraal (Conger conger), die in Europese wateren kan worden aangetroffen.
Een andere bekende soort uit de familie is de kleinere, aan de kust van Amerika voorkomende Amerikaanse kongeraal (Conger oceanica).

## Soorten

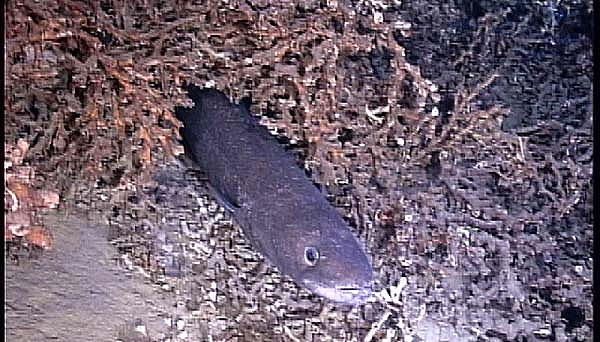
Kongeraal verscholen in het rif

Er worden 17 soorten in het geslacht geplaatst:
- Conger cinereus Rüppell, 1830
- Conger conger (Linnaeus, 1758) – Kongeraal
- Conger erebennus (Jordan & Snyder, 1901)
- Conger esculentus – Grijze kongeraal
- Conger japonicus Bleeker, 1879
- Conger jordani Kanazawa, 1958
- Conger macrocephalus Kanazawa, 1958
- Conger marginatus Valenciennes, 1850
- Conger monganius (Phillipps, 1932)
- Conger myriaster (Brevoort, 1856)
- Conger oceanicus (Mitchill, 1818) – Amerikaanse kongeraal
- Conger oligoporus Kanazawa, 1958
- Conger orbignianus Valenciennes, 1837
- Conger philippinus Kanazawa, 1958
- Conger triporiceps Kanazawa, 1958
- Conger verreauxi Kaup, 1856
- Conger wilsoni (Bloch & Schneider, 1801)